# Napuhače
Napuhače (lat. Tetraodontidae), porodica otrovnih riba iz reda četvereozupki (Tetraodontiformes) po kojoj je cijeli red dobio ime. Ovo ime dobile su po svojstvu što se mogu napuhati poput balona, pa su u eng. jeziku poznate i kao balloonfish, blowfish, bubblefish. Porodica se sastoji od 26 rodova s ukupno 190 vrsta.
Ime četverozupke dolazi od grčkog tetra = četiri + grčki, odous = zub(i) a odnosi se na red.
U Jadranu je 2012. godine po prvi put utvrđena nazočnost ove invazivne porodice. Primjerak vrste Lagocephalus sceleratus, srebrenopruge napuhače, dugačak 66 cm uhvaćen je u blizini otoka Jakljana. Konzumacija nepravilno pripremljene ribe ove vrste može uzrokovati zastoj živčanog i dišnog sustava te prouzročiti smrt.

## Rodovi
- Amblyrhynchotes Troschel, 1856
- Arothron Müller, 1841
- Auriglobus Kottelat, 1999
- Canthigaster Swainson, 1839
- Carinotetraodon Benl, 1957
- Chelonodon Müller, 1841
- Chonerhinos Bleeker, 1854
- Colomesus Gill, 1884
- Contusus Whitley, 1947
- Dichotomyctere Duméril, 1855
- Ephippion Bibron, 1855
- Feroxodon Su, Hardy et Tyler, 1986
- Guentheridia Gilbert et Starks, 1904
- Javichthys Hardy, 1985
- Leiodon Swainson, 1839
- Lagocephalus Swainson, 1839
- Marilyna Hardy, 1982
- Monotrete Bibron, 1855
- Omegaphora Whitley, 1934
- Pelagocephalus Tyler & Paxton, 1979
- Polyspina Hardy, 1983
- Pao Kottelat, 2013
- Reicheltia Hardy, 1982
- Sphoeroides Anonymous, 1798
- Takifugu Abe, 1949
- Tetractenos Hardy, 1983
- Tetraodon Linnaeus, 1758
- Torquigener Whitley, 1930
- Tylerius Hardy, 1984

## Vanjske poveznice
|  | Zajednički poslužitelj ima još gradiva o temi Tetraodontidae |
|  | Wikivrste imaju podatke o taksonu Tetraodontidae             |